# Sara Storer
Sara Storer est une chanteuse-compositeur de musique country australienne.
La musique country australienne a développé un style unique dont des principaux représentants contemporaines sont Lee Kernaghan, Kasey Chambers et Sara Storer.

## Discography
- Chasing Buffalo (2000)
- Beautiful Circle (2002)
- Firefly (2005)
- Silver Skies (2007)
- Calling Me Home - The Best of Sara Storer (2010)
- Lovegrass (2013)
- Silos (2016)
- Raindance (2019)